# Rieslaner

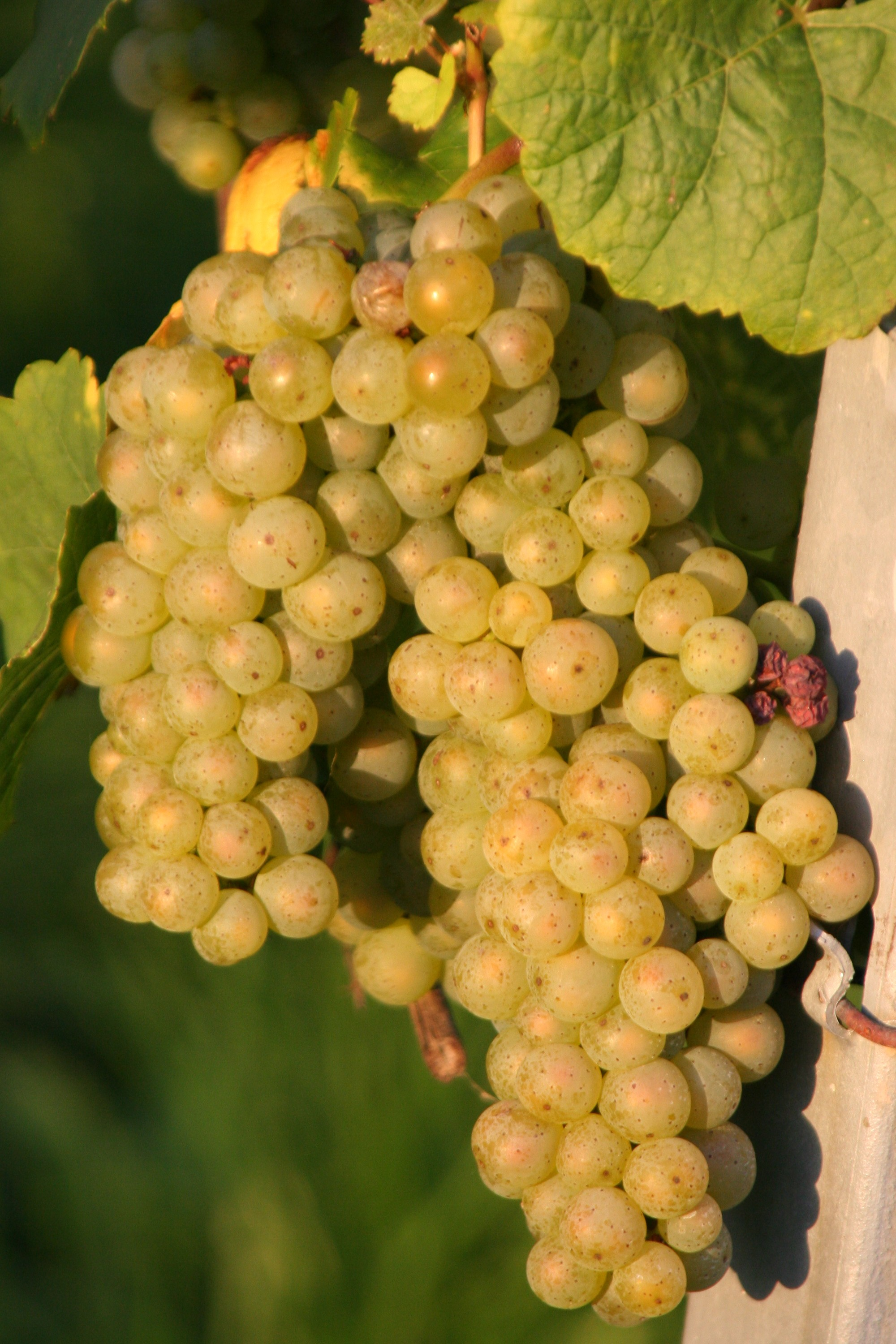
Racimo de rieslaner.

La rieslaner es una variedad de uva surgida de un cruce entre la silvaner y la riesling. Fue engendrada en Veitshöcheim, Franconia, Alemania, en 1921, por August Ziegler. Es una uva de maduración tardía que es alta en acidez. En la actualidad está presente sobre todo en las regiones de Franconia y el Palatinado, donde suele verse afectada por la botrytis. La rieslaner fue engendrada para lidiar bien con la botrytis, para dar buenos rendimientos y para mantener la acidez y la frutalidad cuando está madura.